# 约瑟夫·霍莱切克
约瑟夫·霍莱切克（捷克語：Josef Holeček，1921年1月25日—2005年2月20日），捷克男子皮划艇运动员。他曾代表捷克斯洛伐克参加1948年和1952年夏季奥林匹克运动会皮划艇比赛，获得二枚金牌。